# لياندرو ليديسما
لياندرو ليديسما (بالإسبانية: Leandro Ledesma)‏ هو لاعب كرة قدم أرجنتيني في مركز الهجوم، ولد في 15 مارس 1987 في سانتا في في الأرجنتين. لعب مع أتلتيكو باتروناتو وتيرو فيديرال ونادي أتليتيكو كولون ونادي بين أور ونادي سلوفان براتيسلافا.

## وصلات خارجية
- لياندرو ليديسما على موقع قاعدة بيانات كرة القدم.إي يو (الإنجليزية)
- لياندرو ليديسما على موقع Soccerway.com (الإنجليزية)